# Malteški križ
Malteški križ je simbol časti i zaštite koji već stoljećima nose hrabri ljudi širom svijeta. 

## Povijest
Priča o malteškom križu seže daleko u prošlost, kada je 1080. godine u sklopu bolnice u Jeruzalemu osnovana posebna organizacija, Vitezovi bolničari, kojima je zadaća brinuti se za siromašne i bolesne hodočasnike u Svetoj zemlji.
Nakon pada Jeruzalema 1099. godine u Prvom križarskom ratu, postaju dijelom katoličke vojske te ih nazivaju i Vitezovima reda Sv. Ivana. No i dalje ostaju neovisni te nastavljaju svoju prvotnu zadaću – brinuti se i čuvati hodočasnike u Svetoj Zemlji.
Kasnije tijekom rata, zajedno s vitezovima križarima bore se za povratak Svete zemlje kršćanima. Tijekom jedne od bitaka, susreću se s novim oružjem do tada nepoznatim europskim ratnicima. Bila je to jednostavna, ali zastrašujuća novost u ratu, koja je uzrokovala nesnosnu bol i smrt među hrabrim vitezovima kršćanima. Novo oružje neprijateljskih Saracena bila je vatra.
Kako su križari napredovali prema gradskim zidinama, Saraceni su ih napadali staklenim bombama punjenim zapaljivom tekućinom, nakon čega među vitezove bacaju vatrene baklje. Stotine ratnika je živo zapaljeno, umirući u strašnim mukama. Riskirajući strašnu smrt, drugi vitezovi očajnički se probijaju do ranjenih suboraca, boreći se protiv vatre i odvlačeći ih na sigurno.
Tako su ti ratnici bili prvi vatrogasci. Njihovi hrabri pothvati, spašavanje ranjenih i borba protiv vatre, prepoznati su od kolega suboraca koji su svakoga viteza nagradili simbolom časti – križem sličnim kakvog vatrogasci širom svijeta nose i danas.
Križ, koji je vitezovima najprije služio kao znak prepoznavanja prijatelja od protivnika, postao je konačnim simbolom junaštva i pomaganja. Križ je predstavljao načela milosrđa, odanosti, viteštva, hrabrosti, plemenitosti prema prijatelju i neprijatelju, zaštiti slabih i spretnosti u pomaganju.
Izgubivši kršćanski teritorij na području Svete zemlje, vitezovi od 1310. godine djeluju s otoka Rod. Sve do 16. stoljeća, kada im španjolski kralj Charles V. 1530. godine ustupa otok Maltu, gdje grade gradove, palače, crkve, vrtove i utvrde, ukrašavajući otok brojnim umjetničkim građevinama i bogatom kulturnom baštinom. Stoga je i njihov četverokraki križ s osam vrhova postao poznat pod nazivom "Malteški križ".
Nalazi se na malteškim eurokovanicama.